# Jean Vauthier (dramaturge)
Pour les articles homonymes, voir Vauthier.
Jean Vauthier, né le 20 septembre 1910 à Grâce-Berleur et mort le 5 mai 1992 dans le 15e arrondissement de Paris, est un dramaturge français.

## Biographie
Il reçoit en 1981 le grand prix de la littérature dramatique de la ville de Paris.
Le parc où se trouve le Théâtre national de Bordeaux en Aquitaine porte son nom. La première salle de ce théâtre s'appelle la salle Jean Vauthier.  La petite salle du Théâtre du Rond-Point (Paris 8e) s'appelle également salle Jean Vauthier depuis 1995.
Il est inhumé au cimetière de Gradignan (Gironde).

## Œuvres

### Pièces de théâtre
- 1952 : Capitaine Bada, mis en scène par André Reybaz, puis Marcel Maréchal
- 1956 : Le Personnage combattant, mis en scène par Jean-Louis Barrault
- 1961 : Le Rêveur, mis en scène par Georges Vitaly, puis Michel Vitold
- 1965 : Badadesques, mis en scène par Marcel Maréchal
- 1971 : Les Prodiges, mis en scène par Claude Régy

### Scénarios

#### Télévision
- 1959 : Le Chalet sous la neige, réalisé par Roger Iglésis, avec Michel Piccoli dans le rôle principal, diffusé le 24 décembre 1959[2]

#### Cinéma
- 1963 : Les Abysses, réalisé par Nikos Papatakis[3]

### Adaptations
Source : les archives du spectacle :
- 1951 : L'Impromptu d'Arras, mis en scène par André Reybaz et Catherine Toth, d'après Le Jeu de feuillée d'Adam de la Halle
- 1952 : La Nouvelle Mandragore, adaptation de La Mandragore de Machiavel, mis en scène par Gérard Philipe, TNP Théâtre de Chaillot[5]
- 1956 : Roméo et Juliette, d'après la pièce éponyme de Shakespeare
- 1967 : Medea, d'après Médée de Sénèque avec Maria Casarès et mise en scène par Jorge Lavelli
- 1970 : Le Sang, d'après la Tragédie du vengeur, de Thomas Middleton
- 1972 : Le Massacre à Paris, adaptation de The Massacre at Paris (1593) de Christopher Marlowe
- 1974 : Othello, adaptation de la pièce éponyme de Shakespeare
- 1976 : Ton Nom dans le feu des nuées, Élisabeth, d'après Arden de Faversham ; auteur anonyme
- 1984 : Le Roi Lear, d'après Shakespeare

## Distinctions

### Prix
- 1980 : prix Théâtre SACD de la Société des auteurs et compositeurs dramatiques
- 1981 : Prix Jeanne-Scialtel de l'Académie Française
- 1981 : Prix de la Ville de Paris (littérature dramatique)
- 1984 : Grand Prix du Théâtre de l’Académie Française
- 1987 : Prix Georges-Lerminier du Syndicat de la critique
- 1990 : Grand prix SACD de la Société des auteurs et compositeurs dramatiques

### Décorations
- 1981 :  Chevalier de l'ordre des Arts et des Lettres
- 1982 :  Chevalier de la Légion d'honneur
- 1990 :  Commandeur de l'ordre des Arts et des Lettres
- 1990 : Médaille de la Ville de Bordeaux
- 1991 :  Officier de la Légion d'honneur